# Peloponez

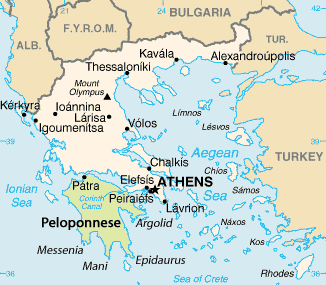
Półwysep Peloponeski w Grecji

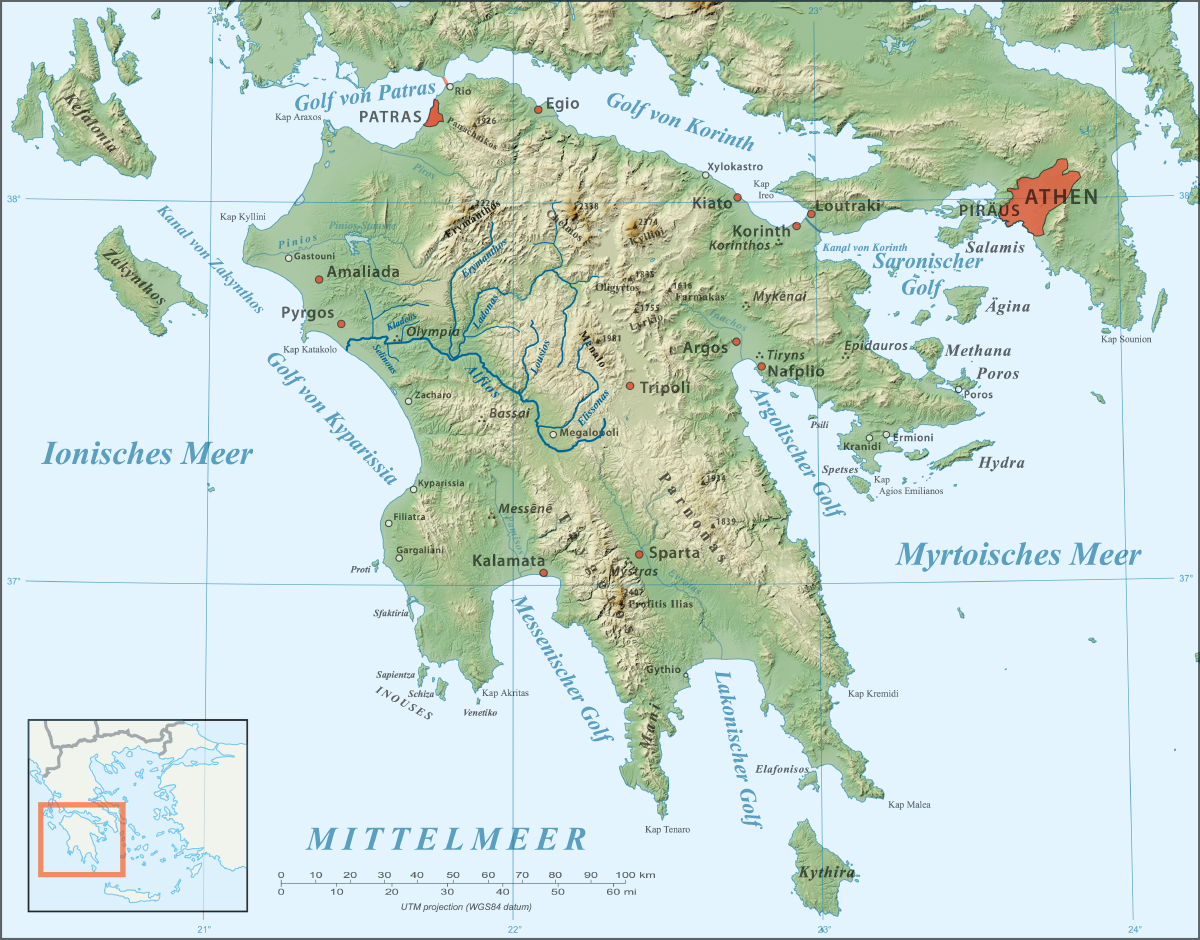
Mapa fizyczna

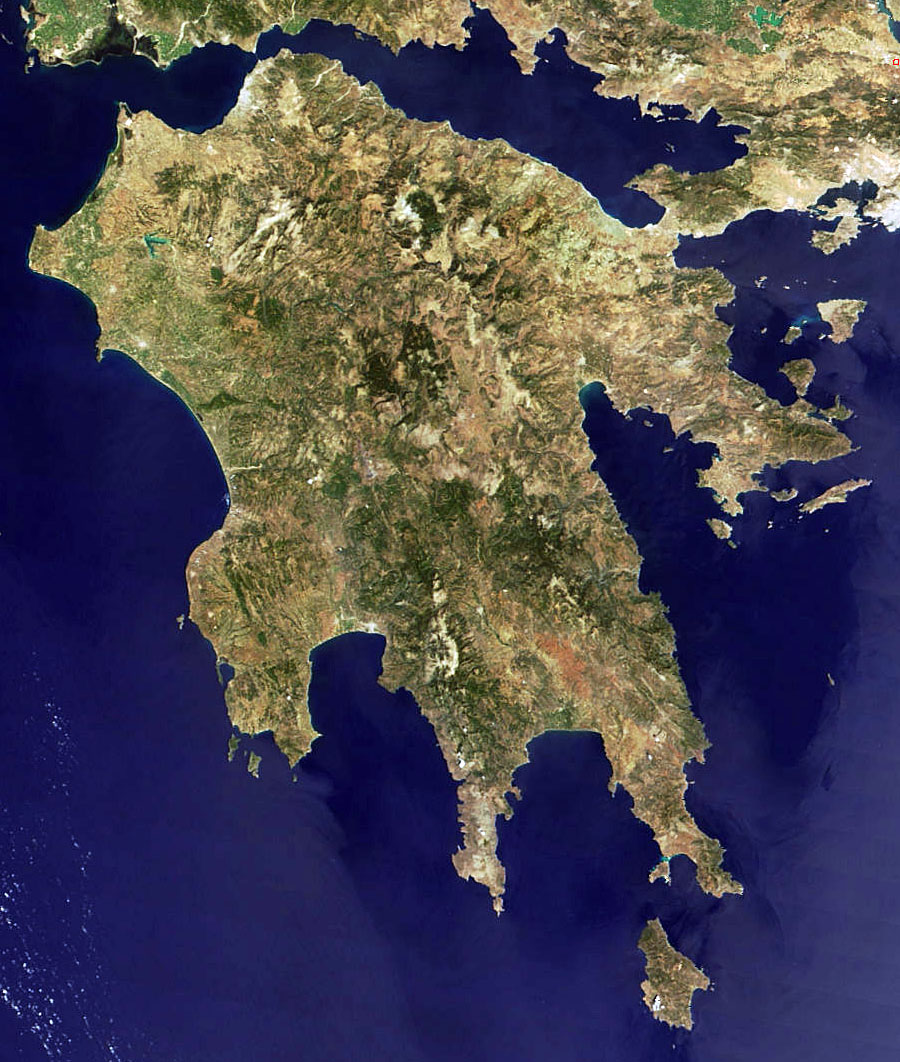
Peloponez widziany z kosmosu

Peloponez (Półwysep Peloponeski, nwgr. Πελοπόννησος, Peloponnisos, w średniowieczu znany jako Morea, gr. Μωρέας lub Μωριάς) – półwysep i kraina historyczna w południowej Grecji o powierzchni 21 549 km², pomiędzy Morzem Jońskim a Egejskim. Stanowi najdalej na południe wysuniętą część Półwyspu Bałkańskiego i kontynentalnej Grecji. Z lądem połączony jest Przesmykiem Korynckim, przeciętym Kanałem Korynckim. Od północy ograniczony Zatoką Koryncką i Patraską. Silnie rozczłonkowana linia brzegowa tworzy liczne mniejsze półwyspy: Argolidzki, Lakoński, Mani, Mesyński i zatoki: Sarońską, Argolidzką, Meseńską, Kiparysyjską.
Nazwa Peloponez oznacza dosłownie „wyspę Pelopsa” i została nadana tym terenom przez Dorów, którzy ok. 1120 r. p.n.e. najechali je od północy (wyruszyli z Driopis stanowiącego okręg Dorydy). Skoro przybyli morzem, mogli uważać półwysep za wyspę, zaś ich wodzowie – Heraklidzi – głosili, że przybywają zdobyć królestwo Pelopsa, z którego zostali wypędzeni przez Pelopidów. W poematach Homera brak było ogólnej nazwy dla półwyspu na południe od Istmu. 

## Warunki naturalne
Półwysep jest silnie pofałdowany (najwyższy szczyt w paśmie Tajget wznosi się na 2407 m n.p.m.). Roślinność śródziemnomorska – makia, frigana, a także pozostałości lasów liściastych (dąb wieczniezielony). Na Peloponezie leży Jezioro Stymfalijskie.

## Historia

Peloponez w okresie klasycznym (wersja interaktywna)

Na Peloponezie znajdują się krainy historyczne: Achaja, Arkadia, Argolida, Elida, Mesenia i Lakonia.
W II tysiącleciu p.n.e. greckie plemiona, określane jako Achajowie wyparli ludność niegrecką. Około XIII i XII w. p.n.e. opanowany przez Dorów. Od VII w. p.n.e. na Peloponezie dominowała Sparta (założycielka Związku Peloponeskiego), aż do klęski zadanej jej przez Teby pod Leuktrami w roku 371 p.n.e.
W roku 146 p.n.e. Peloponez został włączony do Republiki rzymskiej, następnie znalazł się we władzy Bizancjum. W latach 1204–1283 był zajęty przez krzyżowców, po czym wrócił pod władzę Bizancjum. Utworzono wówczas bizantyjski Despotat Morei. W 1460 półwysep podbili Turcy, utracili go jednak przejściowo w latach 1680–1710 na rzecz Wenecjan. Od 1830 roku Peloponez należy do niepodległej Grecji (zob. Wojna o niepodległość Grecji.)

### Miasta o znaczeniu historycznym
Na Półwyspie Peloponeskim zlokalizowane są lub w przeszłości znajdowały się miasta o dużym znaczeniu dla historii Grecji: Argos, Bassaj, Epidauros, Korynt, Mistra, Mykeny, Nauplion, Nemea, Olimpia, Pylos, Sparta, Tegea, czy Tyryns.

## Współczesność
Peloponez zamieszkany jest przez 1,1 miliona osób. Główne miasta: Patras, Korynt, Sparta, Nauplion, Kalamata, Pirgos i Tripolis. Mieszkańcy utrzymują się z turystyki, pasterstwa (na terenach wyżyn i gór) oraz uprawy zbóż, winorośli, oliwek i owoców cytrusowych (na nizinach).
Administracyjnie obszar Peloponezu podzielony jest między trzy jednostki. Największa część to region Peloponez ze stolicą w Tripoli. Północno-zachodnią część włączono do regionu Grecja Zachodnia (nomos Achaja i nomos Elida), a niewielki wschodni skrawek na Półwyspie Argolidzkim do regionu Attyka.